# Diener & Diener Architekten
Diener & Diener Architekten is een Zwitsers architectenbureau met hoofdvestiging in Bazel en een nevenvestiging in Berlijn. Het bureau is gesticht door Marcus Diener (1918-1999) en wordt geleid door zijn zoon Roger Diener (*1950).

## Bureau
In 1942 begon Marcus Diener in Bazel een eigen architectenbureau onder de naam Firma Marcus Diener Architekt. Het bureau ontwierp vooral woongebouwen, hotels en bioscopen. Zijn zoon Roger Diener studeerde architectuur aan de gerenommeerde ETH Zürich, onder anderen bij Luigi Snozzi. Na zijn afstuderen in 1976 werd hij partner in de praktijk van zijn vader, die vanaf 1978 werd voortgezet onder de naam Diener & Diener Architekten. Andere partners in het bureau waren/zijn Dieter Righetti, Andreas Rüedi, Terese Erngaard, Michael Roth en Andreas Rüedi.
In Nederland verwierven Diener & Diener bekendheid in 1995, toen ze deelnamen aan een prijsvraag voor een 'poortgebouw' voor het Java/KNSM-eiland in Amsterdam. Hun ontwerp Hoogkade & Hoogwerf kreeg de eerste prijs en werd van 1999-2001 gerealiseerd. In België  bouwden Diener & Diener in 2009 een tweetal woontorens aan het Kattendijkdok in Antwerpen. Omstreeks dezelfde tijd verbouwden ze het voormalige BASF-kantoor in Ukkel tot appartementengebouw.
Bij het verlenen van de prestigieuze Heinrich Tessenow-medaille in 2011 prees de jury de eenvoud en degelijkheid van Dieners architectuur, die fel contrasteert met de heersende trend om te bouwen voor snelle consumptie, met een korte levensduur als gevolg.

## Werken (selectie)
- 1978-1981: Wooncomplex Hammerstrasse, Bazel
- 1980–1985: Wooncomplex Riehenring, Bazel
- 1981–1986: Wooncomplex St. Alban-Tal, Bazel
- 1984–1985: Inrichting architectuurmuseum in Domus-Haus, Bazel
- 1984–1990: Kantoorgebouw Steinentorberg, Bazel
- 1985–1988: Kantoorgebouw Hochstrasse, Bazel
- 1987–1993: Kantoorgebouw Picassoplatz, Bazel
- 1988–1991: Galerie Gmurzynska, Keulen-Marienburg
- 1992–1995: Handelshuis Kohlenberg / Barfüsserplatz, Bazel
- 1992–1996: Schoolgebouw Vogesenschule, Bazel
- 1994–2000: Wooncomplex Park Kolonnaden, Berlijn
- 1995–2000: Uitbreiding Zwitserse ambassade, Berlijn (met Helmut Federle en Dieter Kienast)
- 1995–2000: Winkelcentrum en Hotel Schweizerhof, Luzern
- 1995–2001: Woongebouwen Hoogkade & Hoogwerf, Java-eiland / KNSM-eiland, Amsterdam
- 1995–2010: Renovatie en uitbreiding Museum für Naturkunde van de Humboldtuniversiteit, Berlijn
- 1996–1999: CentrePasquArt, Biel/Bienne
- 1996–2004: Woon- en werkgebouw "Quartier 110" (met o.a. Hertie School), Friedrichstraße / Mohrenstrasse, Berlijn
- 1997: Masterplan Universiteit van Malmö, Malmö
- 1997–2003: Atelierwoningen Isteinerstrasse, Bazel
- 1998: Zwitsers paviljoen, Frankfurter Buchmesse 1998
- 1999–2002: Verbouwing kantoorgebouw voor Sammlung Rosengart, Luzern
- 2000-? (in 2003 stilgelegd): Uitbreiding Galleria nazionale d'arte moderna e contemporanea, Rome
- 2000–2003: Woningbouw Ypenburg, Den Haag
- 2000-2007: Voorbeeldproject Hadersdorf, Friedhofstrasse, Wenen (met Adolf Krischanitz, Hermann Czech, Max Dudler, Hans Kollhoff, Peter Märkli, Meili, Peter & Partner Architekten, Otto Steidle)
- 2001–2009: Winkelcentrum Stücki, vm. Stückfärberei, Bazel
- 2002: ABB Power Tower, Baden (Zwitserland)
- 2002–2005: Forum 3, Novartis Campus, Bazel (met Helmut Federle & Gerold Wiederin)
- 2002–2010: Masterplan CityGate plus nieuwbouw servicegebouw, Bazel
- 2002–2011: Mobimo Tower, Renaissance Hotel en appartementengebouw, Zürich
- 2003: Veilinghuis Stuker, Bern
- 2003-2005: Gebouw "Orkanen", Universiteit van Malmö, Malmö
- 2003–2006: Casa A1 Olympisch dorp, Turijn
- 2005–2009: Woongebouwen Kattendijkdok-Westkaai, Antwerpen
- 2005–2009: Masterplan Île Seguin plus nieuwbouw woongebouw, Boulogne-Billancourt
- 2006–2011: Shoah Memorial, Kamp Drancy
- 2006–2011: Renovatie archief/bibliotheek plus nieuwbouw tuinvleugel Abdij van Einsiedeln
- 2007–2012: Woontoren Markthalle, Bazel
- 2007–2014: R&D-gebouw, Novartis Campus, Shanghai
- 2007–2015: Uitbreiding Stadtmuseum Aarau, Aarau
- 2008–2015: Woongebouwen Via Suot Chesas, Silvaplana-Champfèr
- 2008–2017: Hoofdkwartier Swiss Re, Zürich
- 2009: Masterplan Drägerwerk AG, Lübeck
- 2009–2011: Verbouwing BASF-kantoorgebouw tot woongebouw, Parc du Hamoir, Ukkel
- 2010: Uitbreiding Foksal Gallery Foundation, Warschau
- 2010–2011: Woonhuis Rewers Rahbek, Falster, Denemarken
- 2010–2013: Reisezentrum Eurobus, Windisch
- 2011-2014: Foksal Gallery Foundation, Warschau
- 2011–2017: Maison Davidoff, Bazel
- 2012–2014: Woongebouw Favrehof, Wallisellen, kanton Zürich
- 2012–2016: Woongebouwen Daheim & Zwiebacki, Malters
- 2013–2018: Ferrari-showroom en restauratiewerkplaats, Bazel
- 2013–2019: Woongebouw Hardhof, Bülach
- 2014-2020: Kantoorgebouw Baloise Park, Bazel-Zuid
- 2015–2021: Woongebouw Îlot B2, La Confluence, Lyon
- 2017–2020: Productiehal "Zephyr Hangar" V-Zug, Zug
- 2017–2021: Renovatie en herinrichting Kongresshaus Zürich (met Boesch Architekten)

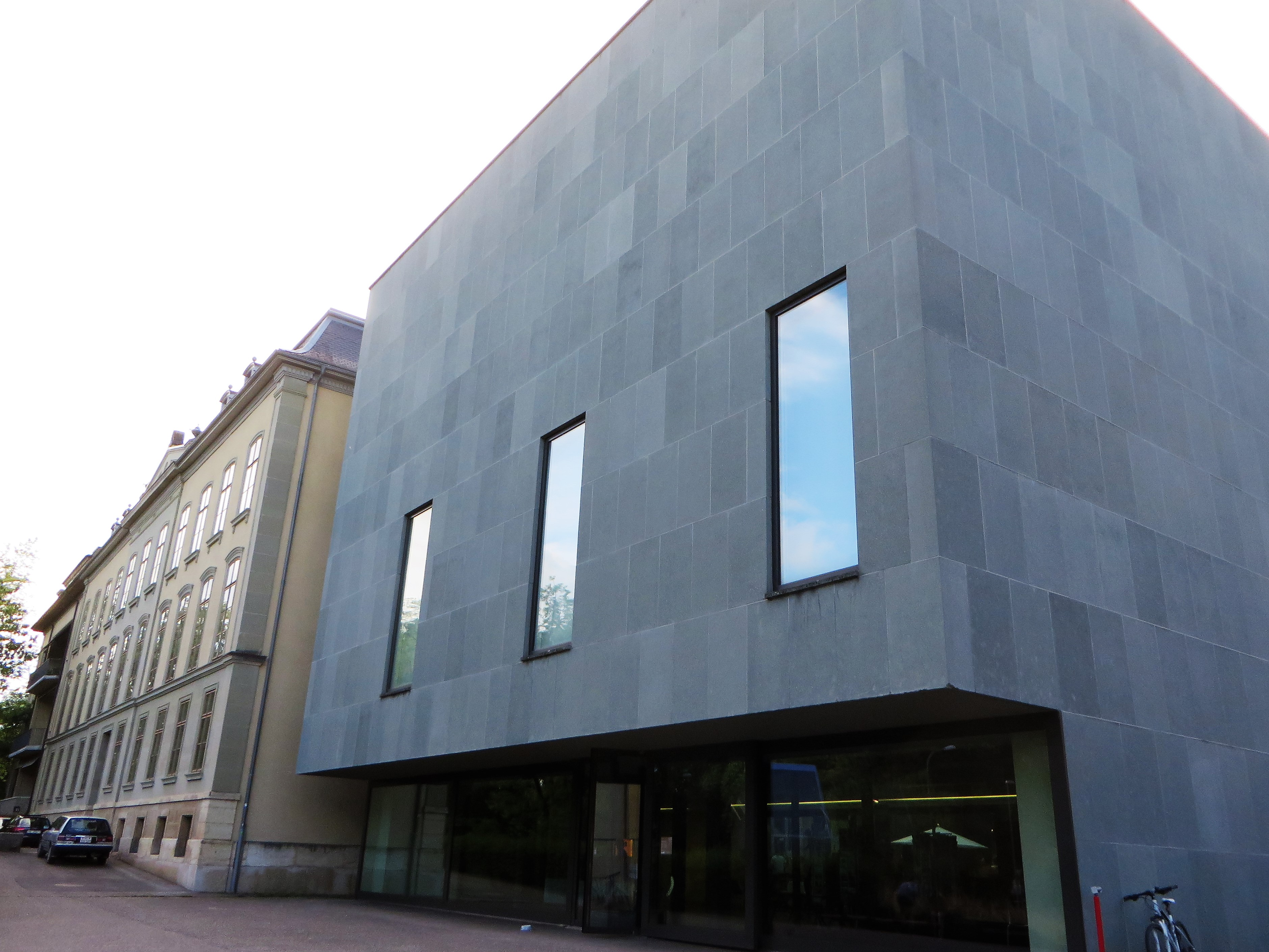
Kunsthaus Pasquart, Biel
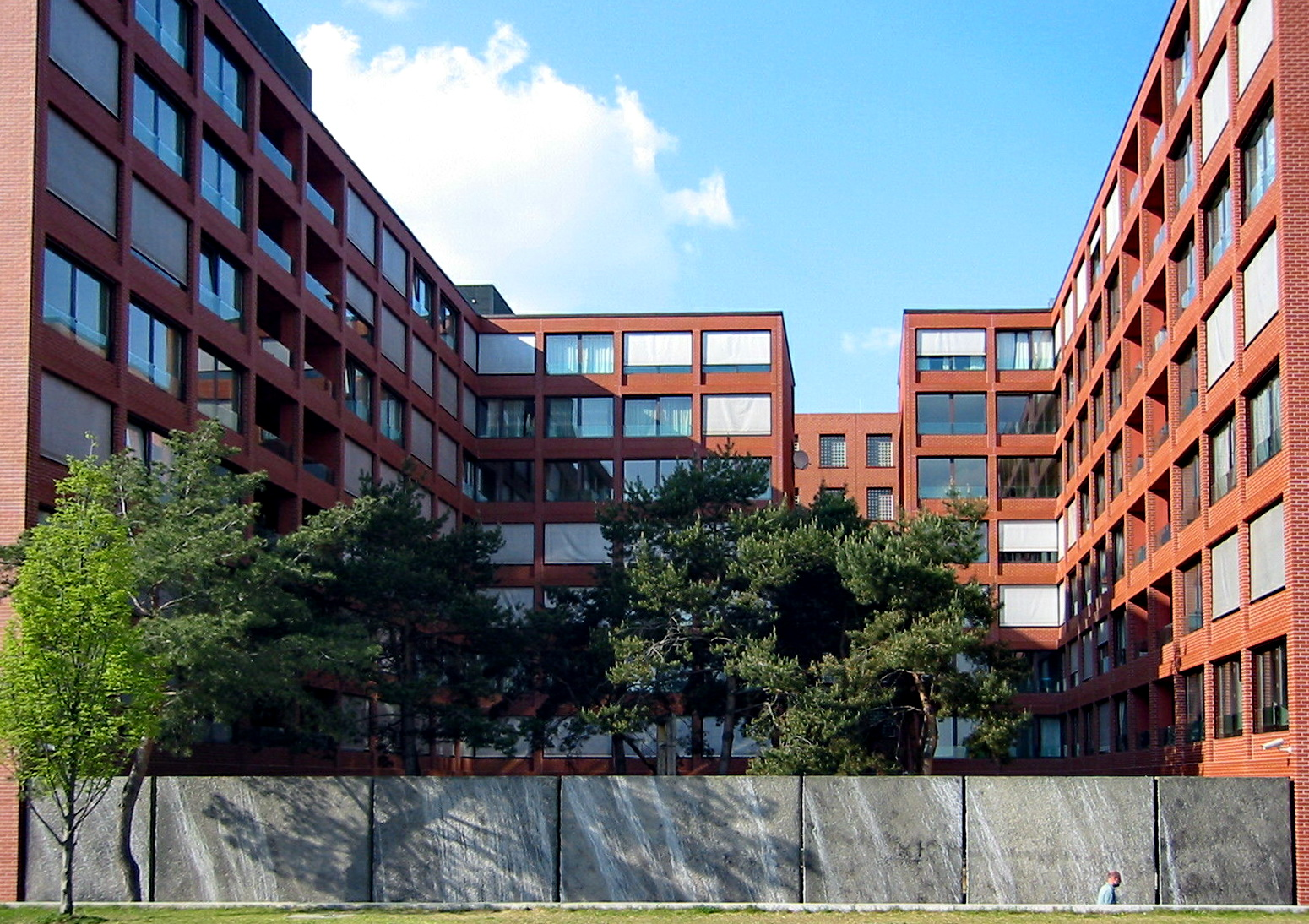
Appartementengebouw Park Kolonnaden, Berlijn
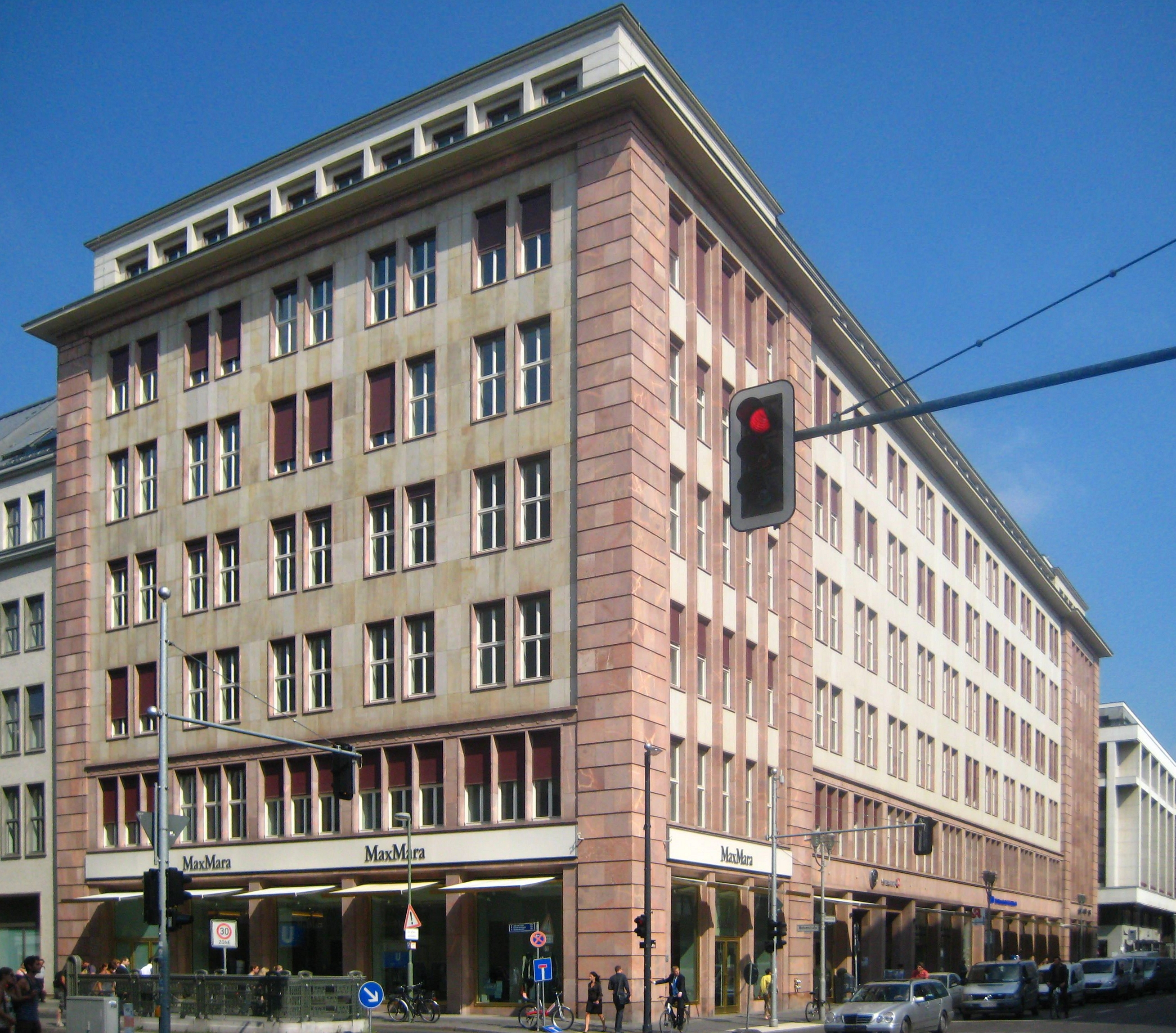
Quartier 110 (renovatie), Friedrichstraße, Berlijn
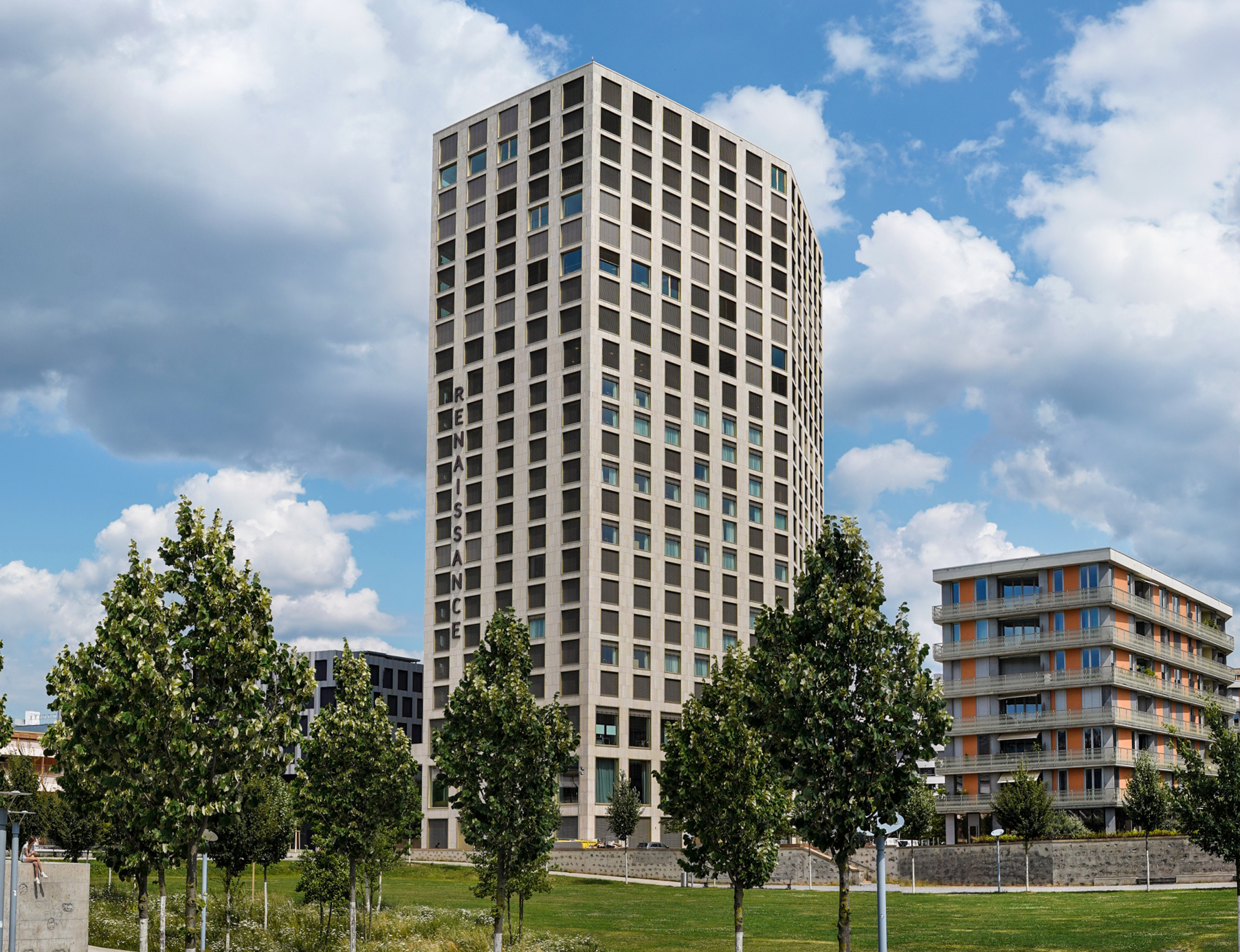
Mobimo Tower, Zürich
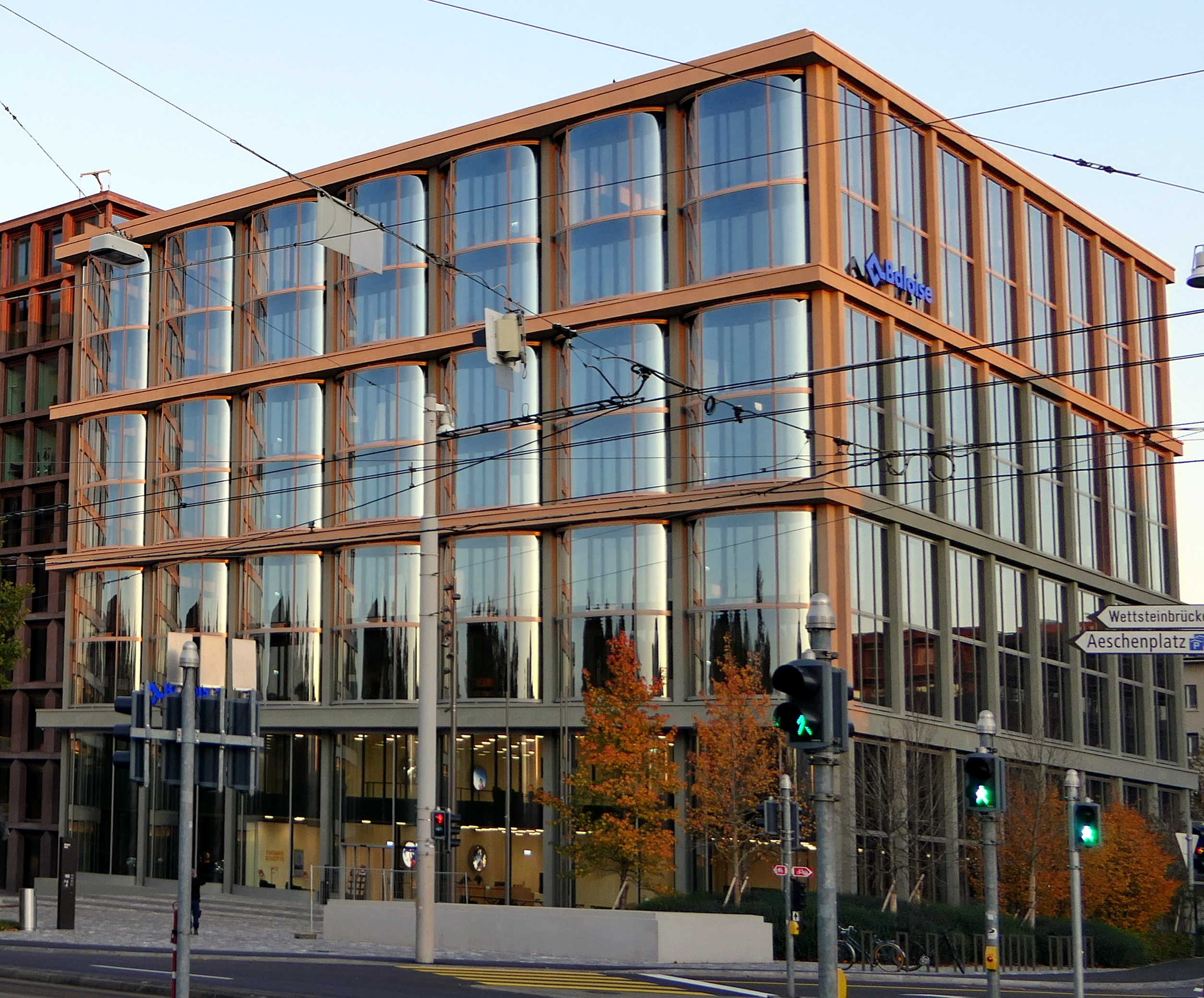
Kantoorgebouw Baloise Park, Bazel-Zuid

## Prijzen, eredoctoraten
- 2002: Architectuurprijs van de Académie Française
- 2009: Prix Meret Oppenheim
- 2011: DAM Preis für Architektur in Deutschland, Deutsches Architekturmuseum (voor de reconstructie van de oostvleugel van het Museum für Naturkunde)
- 2011: Heinrich Tessenow-medaille
- 2019: Eredoctoraat van de Bauhaus-Universiteit Weimar
- 2019: Kulturpreis des Kantons Basel-Stadt